# Ramón Serrano Súñer

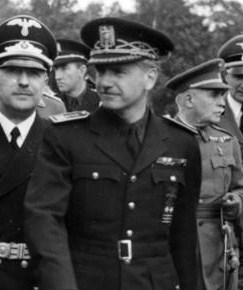
Ramón Serrano Súñer in Berlin-Lichterfelde (1940)

Ramón Serrano Súñer (* 12. September 1901 in Cartagena, Provinz Murcia; † 1. September 2003 in Madrid) war ein faschistischer spanischer Politiker. Er war der Schwager von Francisco Franco und zeitweise dessen einflussreichster Berater. Als solcher drängte er nach dem Spanischen Bürgerkrieg auf eine verstärkte Zusammenarbeit mit Hitlerdeutschland. Von 1938 bis 1940 war er Innenminister und anschließend bis 1942 Außenminister von Franco-Spanien.

## Politische Karriere
Nach einer juristischen Ausbildung in Italien und Madrid begann die politische Karriere Serrano Súñers während der Zweiten Republik in der konservativ-katholischen Partei CEDA und ihrer Jugendorganisation. In dieser Partei stieg er zum Vizepräsidenten auf und war ein Vertrauter des Parteichefs José María Gil-Robles y Quiñones. Zugleich war er mit dem Führer der faschistischen Falange Española, José Antonio Primo de Rivera, befreundet, zu dessen Bewegung er im Frühling 1936 übertrat. Nach dem Putsch des spanischen Militärs unter Franco im Juli 1936 war er im Gefängnis Cárcel Modelo in der regierungstreuen Hauptstadt Madrid inhaftiert. Während eines Krankenhausaufenthaltes im Februar 1937 gelang ihm die Flucht in das von den Putschisten kontrollierte Gebiet.
Nach einem gescheiterten Putschversuch von Anhängern des neuen Falangistenführers Manuel Hedilla gegen Franco im April 1937 wurde die Falange Española de las JONS innerhalb des nationalistischen Lagers entmachtet und durch ein Dekret Francos mit der carlistischen Comunión Tradicionalista, der alfonsinisch-monarchistischen Renovación Española und Überresten der CEDA zur FET y de las JONS zwangsvereinigt. Serrano wurde Leiter dieser späteren Staatspartei der Franco-Diktatur. Er riet Franco, den wegen des Umsturzversuchs zum Tode verurteilten Hedilla zu einer lebenslangen Haftstrafe zu begnadigen, die ihm nach vier Jahren schließlich erlassen wurde.
Noch während des Krieges bildete Franco im Januar 1938 sein erstes Regierungskabinett und ernannte seinen Schwager zum Innenminister. Er war das einflussreichste Mitglied von Francos Regierung, ihm unterstanden die Zivilgouverneure und er schlug dem Generalísimo mehrere der anderen Minister vor. Seinen Anhänger José Antonio Giménez-Arnau machte Serrano zum Leiter der Parteiabteilung für Presse und Propaganda und den Dichter Dionisio Ridruejo zum Generaldirektor für Propaganda der Regierung. Franco unterzeichnete sämtliche Dekrete, die Serrano ihm im März 1938 vorlegte und die z. B. Bürgerrechte wie die Vereinigungs- und die Versammlungsfreiheit abschafften.

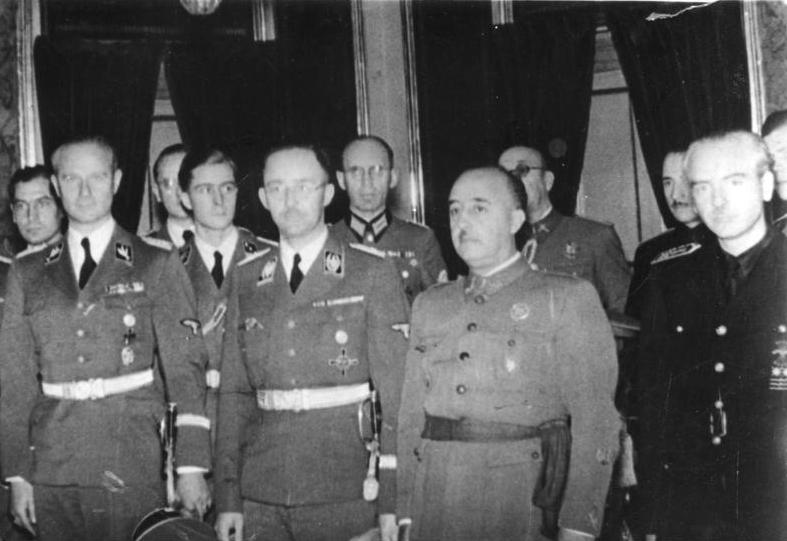
Ramón Serrano Súñer (ganz rechts) bei einem Empfang von General Franco für Reichsführer SS Heinrich Himmler im Oktober 1940.

Nach dem Sieg der Nationalisten im Spanischen Bürgerkrieg setzte Serrano seine Karriere fort. Auch in der im August 1939 gebildeten zweiten Regierung Francos, die nun ganz Spanien kontrollierte, blieb Serrano Innenminister. Im August 1940 wechselte Serrano vom Amt des Innen- in das des Außenministers. Er organisierte die Kontakte mit Adolf Hitler und befürwortete einen Kriegseintritt an der Seite der Achsenmächte. Durch seine Machtfülle rief er aber auch innenpolitische Widerstände hervor. Als der Sieg der Alliierten immer wahrscheinlicher wurde, setzte ihn Franco am 3. September 1942 auch als Außenminister ab. Sein Nachfolger wurde Francisco Gómez-Jordana Sousa. Danach zog Serrano Súñer sich aus der Politik, 1947 aus dem öffentlichen Leben zurück.

## Memoiren
In seinem 1949 veröffentlichten Buch Zwischen Hendaye und Gibraltar sowie noch einmal in seinen Memoiren Zwischen dem Schweigen und der Propaganda (1977) war Serrano Súñer bemüht, seine Politik gegenüber den Achsenmächten als ein „geschicktes Taktieren“ darzustellen, mit dem Spanien durch strategische Zugeständnisse verhindert habe, von Hitler zum Kriegseintritt gezwungen zu werden. Diese Lesart der spanischen Politik während des Zweiten Weltkriegs wurde prägend für die spanische Historiografie unter Franco; sie gilt aber inzwischen – nachdem mehr Quellen bekannt geworden sind – als widerlegt.

## Familienleben
Serrano Súñer war mit der Schwester von Francos Ehefrau Carmen Polo y Martínez-Valdés verheiratet und somit Francos Schwippschwager. Die Förderung durch seinen Schwager wurde als cuñadismo (dt. etwa Schwagerismus) bezeichnet – analog zu Nepotismus, der Besetzung von Ämtern mit Verwandten. Zuweilen wurde Serrano auch mit dem Beinamen cuñadísimo („Schwagerissimus“) belegt, einem Wortspiel aus cuñadismo und Francos Titel generalísimo.
Er hatte sechs Kinder mit seiner Ehefrau sowie eine uneheliche Tochter mit der Aristokratin María Sonsoles de Icaza y de León. Diese Tochter, Carmen Díez de Rivera (1942–1999) wurde nach dem Ende der Franco-Diktatur sozialdemokratische Politikerin, enge Mitarbeiterin des demokratisch gewählten Ministerpräsidenten Adolfo Suárez und später Europaabgeordnete.